# Push Barman to Open Old Wounds
Push Barman to Open Old Wounds è un album di raccolta del gruppo musicale scozzese Belle and Sebastian, pubblicato nel 2005.

## Tracce

### Disco 1
1. Dog on Wheels – 3:11
2. The State I Am In – 4:59
3. String Bean Jean – 4:43
4. Belle and Sebastian – 4:36
5. Lazy Line Painter Jane – 5:49
6. You Made Me Forget My Dreams – 3:50
7. A Century of Elvis – 4:29
8. Photo Jenny – 3:14
9. A Century of Fakers – 4:29
10. Le Pastie de la Bourgeoisie – 3:10
11. Beautiful + Put the Book Back on the Shelf/Songs for Children – 11:37

### Disco 2
1. This Is Just a Modern Rock Song – 7:12
2. I Know Where the Summer Goes – 4:37
3. The Gate – 4:27
4. Slow Graffiti – 3:25
5. Legal Man – 2:42
6. Judy Is a Dick Slap – 4:05
7. Winter Wooskie – 2:41
8. Jonathan David – 2:59
9. Take Your Carriage Clock and Shove It – 3:35
10. The Loneliness of a Middle Distance Runner – 4:34
11. I'm Waking Up to Us – 3:49
12. I Love My Car – 5:12
13. Marx and Engels – 3:45